# Friedrich-Engels-Preis der Akademie der Wissenschaften der DDR
Der Friedrich-Engels-Preis der Akademie der Wissenschaften der DDR war eine wissenschaftliche Auszeichnung, die 1956 gestiftet und im dreijährigen Turnus vergeben wurde.
Der Preis wurde von der Akademie der Wissenschaften der DDR verliehen „als Anerkennung für im Dienste des Friedens, der Demokratie und des Fortschritts stehende hervorragende wissenschaftliche Leistungen auf den Gebieten der Philosophie, der Geschichte, der Staats-‚ Rechts- und Wirtschaftswissenschaften‚ der Sprachen, der Literatur und Kunst oder in verwandten wissenschaftlichen Disziplinen.“

## Träger
- 1957 Auguste Cornu (Geschichte)
- 1960 Werner Krauss (Romanistik)
- 1963 Herwig Förder (Geschichte)
- 1966 Heinrich Scheel (Geschichte)
- 1970 Jürgen Kuczynski (Wirtschaftsgeschichte)
- 1970 Georg Mende (Philosophie)
- 1970 Robert Weimann (Anglistik)
- 1973 Karl Obermann (Geschichte)
- 1975 Werner Bahner (Romanistik)
- 1975 Harry Maier (Wirtschaftswissenschaften)
- 1978 Walter Markov (Geschichte)
- 1981 Gunther Kohlmey (Wirtschaftswissenschaften)
- 1984 Helmut Koziolek (Wirtschaftswissenschaften)
- 1987 Werner Mittenzwei (Literaturwissenschaften)
- 1990 Herbert Hörz (Philosophie)